# Philippe de Poix
Philippe de Poix est un acteur français né le 6 novembre 1915 à Douadic, près du Blanc dans l'Indre, et mort le 15 octobre 1999 dans le 15e arrondissement de Paris.

## Biographie
Après mai 68, il créa de courts métrages avec des collègues réalisateurs, également techniciens (François Migeat, Jean-Louis Ughetto, Philippe Durand, Jean-Louis Berdot, Jean-Yves Rousseau, Alain Dufo).

## Filmographie

### Cinéma

#### Longs-métrages
- 1977 : La Machine de Paul Vecchiali
- 1979 : Les Belles Manières de Jean-Claude Guiguet
- 1980 : Simone Barbès ou la Vertu de Marie-Claude Treilhou
- 1981 : C'est la vie de Paul Vecchiali
- 1986 : Faubourg Saint-Martin de Jean-Claude Guiguet
- 1990 : Le Champignon des Carpathes de Jean-Claude Biette

#### Courts-métrages
- 1981 : Le Goûter de Josette de Gérard Frot-Coutaz

#### Autres
- 1964 : Quatrevingt-treize (assistant-réalisateur de Jean Vidal[2])
- 1965 : Le Poisson Prof (réalisateur)
- 1972 : Vers le vert de Alain Dufo (image et montage[3])